# علی صادقی
علی عباس صادقی (زادهٔ ۱۰ آذر ۱۳۵۹) بازیگر ایرانی است. او حرفهٔ خود را در سال ۱۳۶۹ با بازی در مجموعهٔ کودکانهٔ آفتاب عالم‌تاب آغاز کرد. وی بیشتر در سبک کمدی به ایفای‌نقش می‌پردازد و در دههٔ ۱۳۸۰ با بازی در مجموعه‌های تلویزیونی خانه‌به‌دوش (۱۳۸۳)، متهم گریخت(۱۳۸۴)، سه در چهار (۱۳۸۷) و بزنگاه (۱۳۸۷) به شهرت رسید. از نقش‌های سینمایی او می‌توان به هشت‌پا (۱۳۸۳)، ورود آقایان ممنوع (۱۳۸۹) و ۵۰ کیلو آلبالو (۱۳۹۴) اشاره کرد.

## آغاز زندگی
علی عباس صادقی ۱۰ آذر ۱۳۵۹ در تهران به دنیا آمد. او فرزند دوم خانواده است و یک برادر بزرگ‌تر و یک خواهر کوچک‌تر از خود دارد. پدرش تراشکار و مادرش خانه‌دار است. او فارغ‌التحصیل رشتهٔ کامپیوتر بوده و تا مقطع کاردانی ادامهٔ تحصیل داده است.

## ورود به عرصهٔ بازیگری
علی صادقی در سال ۱۳۶۹ به‌طور کاملاً تصادفی هنگامی که امیر سماواتی، تهیه‌کننده و کارگردان ارشد سینما و تلویزیون به مدرسه‌شان آمده بود، برای بازی در مجموعهٔ کودکانهٔ  آفتاب عالم‌تاب انتخاب شد و پس از اینکه تست بازیگری از او گرفته شد، موفق شد تا جلوی دوربین ظاهر شود و اولین کار تلویزیونی خود را تجربه کند.

## فیلم‌شناسی

### سینمایی
| سال  | نام                  | کارگردان            | نقش            |
| ---- | -------------------- | ------------------- | -------------- |
| ۱۴۰۰ | رفقای اورژانسی       | حسین صیدخانی        |                |
| ۱۳۹۸ | ورود و خروج ممنوع    | امید آقایی          | محمدرضا رستمی  |
| ۱۳۹۸ | بی‌ریختی (فیلم کوتاه) | محمد رحمتی          | [ ۴ ]          |
| ۱۳۹۸ | زن‌ها فرشته‌اند ۲      | آرش معیریان         |                |
| ۱۳۹۷ | ایکس لارج            | محسن توکلی          | فرید مددی      |
| ۱۳۹۷ | سلام‌علیکم حاج‌آقا     | حسین تبریزی         |                |
| ۱۳۹۷ | عروس بندر            | امیر معقولی         |                |
| ۱۳۹۶ | وای آمپول            | علیرضا محمودزاده    | دایی امیر      |
| ۱۳۹۶ | دم‌سرخ‌ها              | آرش معیریان         | حجتی           |
| ۱۳۹۶ | داش آکل              | محمد عرب            |                |
| ۱۳۹۶ | خالتور               | آرش معیریان         | کیوان          |
| ۱۳۹۵ | عزیز میلیون دلاری    | امید نیاز           | اردشیر مشکین   |
| ۱۳۹۵ | پا تو کفش من نکن     | محمدحسین فرح‌بخش     | فتاح           |
| ۱۳۹۵ | عشقولانس             | محسن ماهینی         | سهیل           |
| ۱۳۹۴ | ۵۰ کیلو آلبالو       | مانی حقیقی          | مجید           |
| ۱۳۹۳ | راز خانه بهجت        | محسن ربیعی          |                |
| ۱۳۹۳ | گور طلایی            | فرشاد ارج           |                |
| ۱۳۹۲ | عشق و مکافات         | عباس خواجه‌وند       |                |
| ۱۳۹۲ | ازدواج مشروط         | محسن ربیعی          |                |
| ۱۳۹۲ | شیر یا خط            | فرشاد ارج           |                |
| ۱۳۹۱ | آدم‌آهنی              | رحیم بهبودی‌فر       |                |
| ۱۳۹۱ | گدایان تهران         | عباس خواجه‌وند       | چنگیز          |
| ۱۳۹۰ | یک فراری از بگبو     | هاتف علیمردانی      |                |
| ۱۳۸۹ | ورود زنده‌ها ممنوع    | جواد مزدآبادی       | غلام           |
| ۱۳۸۹ | ورود آقایان ممنوع    | رامبد جوان          | راننده مینی‌بوس |
| ۱۳۸۹ | پیتزا مخلوط          | حسین قاسمی جامی     | غلام           |
| ۱۳۸۹ | سه درجه تب           | حمیدرضا صلاحمند     | رحیم           |
| ۱۳۸۹ | همه‌چی آرومه          | مصطفی منصوریار      | شروین          |
| ۱۳۸۸ | ازدواج در وقت اضافه  | سعید سهیلی          |                |
| ۱۳۸۸ | بعدازظهر سگی سگی     | مصطفی کیایی         |                |
| ۱۳۸۸ | زمهریر               | علی روئین‌تن         |                |
| ۱۳۸۸ | شیر و عسل            | آرش معیریان         |                |
| ۱۳۸۷ | سیا زنگی             | ابراهیم ابراهیمیان  |                |
| ۱۳۸۷ | تیغ‌زن                | علیرضا داوودنژاد    |                |
| ۱۳۸۷ | حرکت اول             | فرهاد نجفی          |                |
| ۱۳۸۷ | زندگی شیرین          | قدرت‌الله صلح‌میرزایی | صفا            |
| ۱۳۸۷ | خاطره شب بارانی      | سیامک شایقی         |                |
| ۱۳۸۷ | کیش و مات            | جمشید حیدری         |                |
| ۱۳۸۶ | قاتلین پیرمرد        | اصغر نعیمی          |                |
| ۱۳۸۵ | اگه می‌تونی منو بگیر  | شاهد احمدلو         |                |
| ۱۳۸۴ | هوو                  | علیرضا داودنژاد     |                |
| ۱۳۸۴ | چپ‌دست                | آرش معیریان         |                |
| ۱۳۸۳ | هشت‌پا                | علیرضا داودنژاد     | راننده بنز     |
| ۱۳۸۳ | پیک‌نیک در میدان جنگ  | رحیم حسینی          |                |
| ۱۳۸۲ | روایت سه‌گانه         | عبدالحسین برزیده    |                |

### مجموعهٔ تلویزیونی
| سال       | نام               | کارگردان                     | نقش              |
| --------- | ----------------- | ---------------------------- | ---------------- |
| ۱۴۰۳      | چارپایه           |                              | مجری - علی صادقی |
| ۱۴۰۰–۱۴۰۱ | پلاک ۱۳           | آرش معیریان                  | اشکان کهریزی     |
| ۱۳۹۹      | نون خ ۳           | سعید آقاخانی                 | سیروس            |
| ۱۳۹۷      | نون خ             | سعید آقاخانی                 | سیروس            |
| ۱۳۹۶      | تعطیلات رؤیایی    | علیرضا امینی                 | اِبی              |
| ۱۳۹۴      | حالت خاص          | افشین اربابی                 | بازیگر مهمان     |
| ۱۳۹۳      | معراجی‌ها          | مسعود ده‌نمکی                 |                  |
| ۱۳۹۲      | ما فرشته نیستیم   | فلورا سام                    |                  |
| ۱۳۹۱      | توقیف             | احمد ذاکری                   |                  |
| ۱۳۹۰      | نقطه سر خط        | سعید آقاخانی                 | فریبرز قیصری     |
| ۱۳۹۰      | کسی خوابه؟        | سیدجواد رضویان               |                  |
| ۱۳۸۹      | موج و صخره        | مجید صالحی                   | فرید             |
| ۱۳۸۹      | خوش‌نشین‌ها         | سعید آقاخانی                 | دانیال شمشیری    |
| ۱۳۸۸      | زن بابا           | سعید آقاخانی                 | بهبود بنی‌آدم     |
| ۱۳۸۷      | عید امسال         | سعید آقاخانی                 | جواد             |
| ۱۳۸۷      | بزنگاه            | رضا عطاران                   | کامران شریف      |
| ۱۳۸۶      | سه در چهار        | مجید صالحی                   | بیژن موزی        |
| ۱۳۸۵      | زندگی به شرط خنده | مهدی مظلومی                  |                  |
| ۱۳۸۵      | قرارگاه مسکونی    | سید جواد رضویان              | سرباز حمید فدایی |
| ۱۳۸۴      | متهم گریخت        | رضا عطاران                   | عباس             |
| ۱۳۸۲–۱۳۸۳ | خانه‌به‌دوش         | رضا عطاران                   | علی مرزوقی       |
| ۱۳۸۲      | کوچه اقاقیا       | رضا عطاران                   | شهروز            |
| ۱۳۸۱      | پشت کنکوری‌ها      | پریسا بخت‌آور                 | مجید             |
| ۱۳۸۰      | دردسر والدین      | مسعود نوابی                  | سعید پورحاتم     |
| ۱۳۷۸      | پرتوهای نور       | سیدمحسن یوسفی                |                  |
| ۱۳۷۵      | بهترین تابستان من | علی بهادر                    |                  |
| ۱۳۶۹      | آفتاب عالم‌تاب     | امیر سماواتی مازیار حبیبی‌نیا |                  |

### شبکهٔ نمایش خانگی
| سال  | نام              | کارگردان      | نقش       |
| ---- | ---------------- | ------------- | --------- |
| ۱۴۰۳ | جوکر ۲           | احسان علیخانی | شرکت‌کننده |
| ۱۴۰۱ | دیو و ماه‌پیشونی  | حسین قناعت    | ارژنگ دیو |
| ۱۴۰۰ | شب آهنگی         | حامد آهنگی    | مهمان     |
| ۱۳۹۹ | موچین            | حسین تبریزی   |           |
| ۱۳۹۳ | سیگنال موجود است | مهدی مظلومی   |           |
| ۱۳۹۰ | شام ایرانی       | سروش صحت      | شرکت‌کننده |